# Fabien Barthez
Fabien Alain Barthez (pronunție în franceză [fa.bjɛ̃.baʁ'tɛz] ; n. 28 iunie 1971, Lavelanet, Franța) este un fost fotbalist francez, care a evoluat pe postul de portar, câștigând numeroase trofee cu Marseille, Manchester United și echipa națională de fotbal a Franței. Cu aceasta din urmă a câștigat Campionatul Mondial de Fotbal 1998 și Campionatul European de Fotbal 2000 și a devenit finalist la Campionatul Mondial de Fotbal. El împarte cu Peter Shilton recordul pentru cele mai multe meciuri fără gol încasat la campionatele mondiale, ambii având câte 10. La nivel de club, el are la activ cucerite Liga Campionilor UEFA, precum și câteva titluri de Ligue 1 și Premier League.

## Palmares

### Toulouse
- Campionatul Franței printre cadeți: 1987

### Marseille
- Liga Campionilor UEFA: 1993
- Cupa UEFA: 2004 finalist

### Monaco
- Ligue 1: 1997, 2000
- Trophée des champions: 1997

### Manchester United
- Premier League : 2000–01, 2002–03

### Internațional
- Campionatul Mondial de Fotbal: 1998

Finalist 2006
- Campionatul European de Fotbal: 2000
- Cupa Confederațiilor FIFA: 2003

### Individual
- Premiul Iașin: 1998
- Portarul anului în Ligue 1: 1998
- Fotbalistul European al Anului Cel mai bun portar: 1998, 2000
- Cel mai selecționat portar al Franței: 87
- Apariții All-time la naționala Franței la campionatele mondiale: 17
- Cele mai multe meciuri fără gol încasat la campionatele mondiale: 10 (cu Peter Shilton)

### Ordine
- Chevalier (Cavaler) al Legiunii de Onoare: 1998[2][3]

## Statistici
| Club               | Sezon            | Campionat | Campionat | Cupă    | Cupă   | Cupa Ligii | Cupa Ligii | Europa  | Europa | Altele  | Altele | Total   | Total  |
| Club               | Sezon            | Meciuri   | Goluri    | Meciuri | Goluri | Meciuri    | Goluri     | Meciuri | Goluri | Meciuri | Goluri | Meciuri | Goluri |
| ------------------ | ---------------- | --------- | --------- | ------- | ------ | ---------- | ---------- | ------- | ------ | ------- | ------ | ------- | ------ |
| Toulouse           | 1990–91          | 0         | 0         | 0       | 0      | –          | –          | –       | –      | 0       | 0      | 0       | 0      |
| Toulouse           | 1991–92          | 26        | 0         | 0       | 0      | –          | –          | –       | –      | 0       | 0      | 26      | 0      |
| Toulouse           | Total            | 26        | 0         | 0       | 0      | –          | –          | –       | –      | 0       | 0      | 26      | 0      |
| Marseille          | 1992–93          | 30        | 0         | 0       | 0      | –          | –          | 10      | 0      | 0       | 0      | 40      | 0      |
| Marseille          | 1993–94          | 37        | 0         | 1       | 0      | –          | –          | 4       | 0      | 0       | 0      | 42      | 0      |
| Marseille          | 1994–95          | 39        | 0         | 0       | 0      | –          | –          | –       | –      | 0       | 0      | 39      | 0      |
| Marseille          | Total            | 106       | 0         | 1       | 0      | –          | –          | 14      | 0      | 0       | 0      | 121     | 10     |
| AS Monaco          | 1995–96          | 21        | 0         | 1       | 0      | –          | –          | –       | –      | 0       | 0      | 22      | 0      |
| AS Monaco          | 1996–97          | 36        | 0         | 6       | 0      | –          | –          | –       | –      | 0       | 0      | 42      | 0      |
| AS Monaco          | 1997–98          | 30        | 0         | 12      | 0      | –          | –          | 10      | 0      | 0       | 0      | 52      | 0      |
| AS Monaco          | 1998–99          | 32        | 0         | 6       | 0      | –          | –          | -       | -      | 0       | 0      | 38      | 0      |
| AS Monaco          | 1999–2000        | 24        | 0         | 12      | 0      | –          | –          | -       | -      | 0       | 0      | 36      | 0      |
| AS Monaco          | Total            | 143       | 0         | 37      | 0      | –          | –          | 10      | 0      | 0       | 0      | 190     | 0      |
| Manchester United  | 2000–01          | 30        | 0         | 1       | 0      | 0          | 0          | 12      | 0      | 1       | 0      | 44      | 0      |
| Manchester United  | 2001–02          | 32        | 0         | 1       | 0      | 0          | 0          | 15      | 0      | 1       | 0      | 49      | 0      |
| Manchester United  | 2002–03          | 30        | 0         | 2       | 0      | 4          | 0          | 10      | 0      | 0       | 0      | 46      | 0      |
| Manchester United  | 2003–04          | 0         | 0         | 0       | 0      | 0          | 0          | 0       | 0      | 0       | 0      | 0       | 0      |
| Manchester United  | Total            | 92        | 0         | 4       | 0      | 4          | 0          | 37      | 0      | 2       | 0      | 139     | 0      |
| Marseille (arendă) | 2003–04          | 20        | 0         | 11      | 0      | –          | –          | –       | –      | 0       | 0      | 31      | 0      |
| Marseille          | 2004–05          | 30        | 0         | 5       | 0      | –          | –          | –       | –      | 0       | 0      | 35      | 0      |
| Marseille          | 2005–06          | 24        | 0         | 12      | 0      | –          | –          | –       | –      | 0       | 0      | 36      | 0      |
| Marseille          | Total            | 74        | 0         | 28      | 0      | –          | –          | –       | –      | 0       | 0      | 102     | 0      |
| Nantes             | 2006–07          | 16        | 0         | 0       | 0      | –          | –          | –       | –      | 0       | 0      | 16      | 0      |
| Nantes             | Total            | 14        | 0         | 0       | 0      | –          | –          | –       | –      | 0       | 0      | 14      | 0      |
| Totaluri carieră   | Totaluri carieră | 455       | 0         | 70      | 0      | 4          | 0          | 61      | 0      | 2       | 0      | 592     | 0      |

| Echipa națională de fotbal a Franței | Echipa națională de fotbal a Franței | Echipa națională de fotbal a Franței |
| An                                   | Meciuri                              | Goluri                               |
| ------------------------------------ | ------------------------------------ | ------------------------------------ |
| 1994                                 | 1                                    | 0                                    |
| 1995                                 | 1                                    | 0                                    |
| 1996                                 | 2                                    | 0                                    |
| 1997                                 | 5                                    | 0                                    |
| 1998                                 | 12                                   | 0                                    |
| 1999                                 | 8                                    | 0                                    |
| 2000                                 | 10                                   | 0                                    |
| 2001                                 | 5                                    | 0                                    |
| 2002                                 | 9                                    | 0                                    |
| 2003                                 | 9                                    | 0                                    |
| 2004                                 | 10                                   | 0                                    |
| 2005                                 | 3                                    | 0                                    |
| 2006                                 | 11                                   | 0                                    |
| Total                                | 86                                   | 0                                    |

## Evoluția în curse auto

### Rezultate în FIA GT Series
| An   | Clasa | Echipa                      | Bolid   | 1         | 2         | 3      | 4      | 5      | 6      | 7      | 8      | 9      | 10     | 11     | 12     | Poz. | Puncte |
| ---- | ----- | --------------------------- | ------- | --------- | --------- | ------ | ------ | ------ | ------ | ------ | ------ | ------ | ------ | ------ | ------ | ---- | ------ |
| 2013 | Gent. | SOFREV Auto Sport Promotion | Ferrari | NOG QR 15 | NOG CR 20 | ZOL QR | ZOL CR | ZAN QR | ZAN QR | SVK QR | SVK CR | NAV QR | NAV CR | TBA QR | TBA CR | 1st* | 31*    |

* Sezon în desfășurare